# Elin i Kvissle
Elin i Kvissle var en änka från Njurunda socken, Västernorrlands län som efter flera slutliga rannsakningar åren 1640–42 enligt bevarade dokument dömdes att brännas levande "vid en påle" för trolldom som avskräckande exempel. Domen verkställdes dock inte.
Elins fall utgör också ett av de få bevarade dokumenterade om häxeri från 1640-talet. Bland annat hade ett ormkranium med andra misstänkta föremål upphittats hos änkan. Prästen som drev fallet i häradsrätten hade redan 1620 anklagat kvinnan för att vara skyldig till att hans kor sinade och anklagade henne och hennes syster ett flertal gånger för trolldom, bland annat 1638, men på grund av bristande bevis avgjordes inte fallet denna gången.
Elin och hennes syster dömdes även 1629 för att ha idkat sexuellt umgänge med två kringresande kopparsmeder men benådades. Utifrån de bevarade nämndeprotokollen vet vi att dessa kvinnor var mycket illa sedda i församlingen och de var med all förmodan inte heller särskilt underdåniga mot den lokala överheten. Hovrätten friade även 1642 Elin helt i brist på bevis. Fallet med bevarade nämndeprotokoll visar att underrätterna i sällsynta fall fortsatte att utdöma drakoniska domar även i mitten av 1600-talet.